# Cassiopea xamachana
Espèce
Cassiopea xamachana est une méduse des Antilles.